# Đỗ Thập Nương nộ trầm bách bảo tương
Đỗ Thập Nương nộ trầm bách bảo tương (chữ Hán: 杜十娘怒沉百寶箱) là thoại bản thứ 32 trong tập Cảnh thế thông ngôn của tác giả Phùng Mộng Long. Tác phẩm này đã được chuyển thể thành hội họa, hí kịch, điện ảnh nhiều lần, và kể từ năm 2004 đã được đưa vào chương trình giáo khoa trung học tại Hoa lục.

## Nội dung
Đỗ Thập Nương nguyên là một cô chiêu. Không may thay, vào năm nàng lên 10 tuổi thì cha phải chịu án  vì nhận hối lộ. Khi cha vừa mất trong ngục, Thập Nương bị người ta bán vào thanh lâu rồi trở thành gái mại dâm. Nhờ tài ăn nói, đàn ca thi vũ đều xuất chúng nên Đỗ Thập Nương sớm nổi danh khắp kinh kỳ.
Ngày nọ, Đỗ Thập Nương gặp một sĩ tử người Chiết Giang tên Lý Giáp trẩy kinh ứng thí, vậy là họ mê nhau và sống với nhau như vợ chồng ngay trong kỹ viện. Hay tin con trai mình sống lang chạ với gái mại dâm, cha mẹ chàng Lý rất không vừa ý, họ đòi từ mặt và tước quyền thừa kế gia sản, nhưng chàng không đổi lòng.
Sau 7 năm hành nghề buôn hương bán phấn, Đỗ Thập Nương tính tụ được một tài sản lớn. Nàng bàn với tình quân chuộc thân với giá 300 lạng bạc, họ rời kinh sư trên một chiếc thuyền nhỏ, hằng mong về bản quán của chàng Lý sống viên mãn trọn đời.
Ngờ đâu Lý Giáp chỉ vì nghe lời xúi giục của công tử Tôn Phúc mà vô tình biến thành kẻ buôn người. Khi thuyền neo ở bến Tô Châu chờ chàng Lý về tạ lỗi với song thân và xin cho thừa nhận Đỗ Thập Nương, Tôn Phúc đi qua thấy Thập Nương thì thốt nhiên mê đắm. Y dúi vào tay Lý Giáp 100 nén vàng để chàng về nhà hòng chiếm đoạt Đỗ Thập Nương.
Biết được cuộc giao kèo của đôi bên, Đỗ Thập Nương buồn rầu héo ruột gan. Nàng điểm trang thật lộng lẫy, lại mở cái rương đầy tiền vàng châu báu ra nói hết sự tình cho chàng Lý, rồi quẳng rương đi và nhảy xuống sông tự tử.

## Chuyển thể

### Thoại kịch
- Đỗ Thập Nương: Đoàn Công tác Văn nghệ Đường sắt Trung Quốc trình diễn năm 1963.

### Điện ảnh
- Đỗ Thập Nương: Hoa lục, 1940.
- Đỗ Thập Nương[5]: Hoa lục, 1957.
- Đỗ Thập Nương: Hồng Kông, 1966.
- Đỗ Thập Nương[6]: Hoa lục, 1981.
- Hoa khôi Đỗ Thập Nương[7]: Hồng Kông, 2003.